# پیر لوچانتر
پیر لوچانتر (انگلیسی: Pierre Lechantre؛ زادهٔ ۲ آوریل ۱۹۵۰) مربی فوتبال اهل فرانسه است.
از باشگاه‌هایی که در آن بازی کرده‌است می‌توان به باشگاه فوتبال موناکو، باشگاه فوتبال استاد رنس، باشگاه فوتبال سوشو، باشگاه فوتبال المپیک مارسی، باشگاه فوتبال لن، و باشگاه فوتبال لیل اشاره کرد.